# Anomaluromorfs
Els anomaluromorfs (Anomaluromorpha) representen un dels cinc subordres que formen l'ordre dels rosegadors. Aquest clade agrupa els anomalúrids i els pedètids. Conté un total de dues famílies vivents, amb quatre gèneres i nou espècies. També incloïa una família fòssil, la dels parapedètids, que ha estat fusionada amb la dels pedètids. Aquest subordre ha estat classificat al llarg del temps, també com a infraordre. Més recentment, Carleton i Musser l'han identificat finalment com un dels cinc subordres de l'ordre dels rosegadors.

## Característiques
Aquest subordre fou creat per a unir els rosegadors esciürògnats amb un sistema zigomassetèric de tipus histricomorf distribuïts per l'Àfrica subsahariana. Molts autors han suggerit que les dues famílies vivents del subordre no estant molt relacionades, i que en realitat pertanyen a subordres separats o infraordres. Per exemple, els pedètids són l'única família de rosegadors amb un esmalt dental de sèrie múltiple, amb l'excepció dels histricògnats. Aquesta característica, juntament amb la seva distribució als continents dels sud, ha portat a molts investigadors a suggerir que les dues espècies del gènere Pedetes (no pas els anomalúrids) podrien estat estretament relacionades amb els histricògnats. Malgrat tot, alguns experts van donar suport a l'ordre dels anomaluromorfs en un estudi de filogènia molecular en el que van utilitzar rRNA 12S i citocrom B.

## Famílies
El subordre dels anomaluromorfs conté nou espècies vivents que pertanyen a quatre gèneres i tres famílies. Una quarta família fòssil podria pertànyer a aquest grup.
- Anomaluridae
- Parapedetidae †
- Pedetidae (esquirols voladors, ratolins voladors...)
- Zenkerellidae

## Parents potencials
Els següents taxons fòssils són ocasionalment situats dins dels anomaluromorfs:
- †Diatomys
- †Zegdoumyidae